# اقتصاد السوق ذي التوجه الاشتراكي

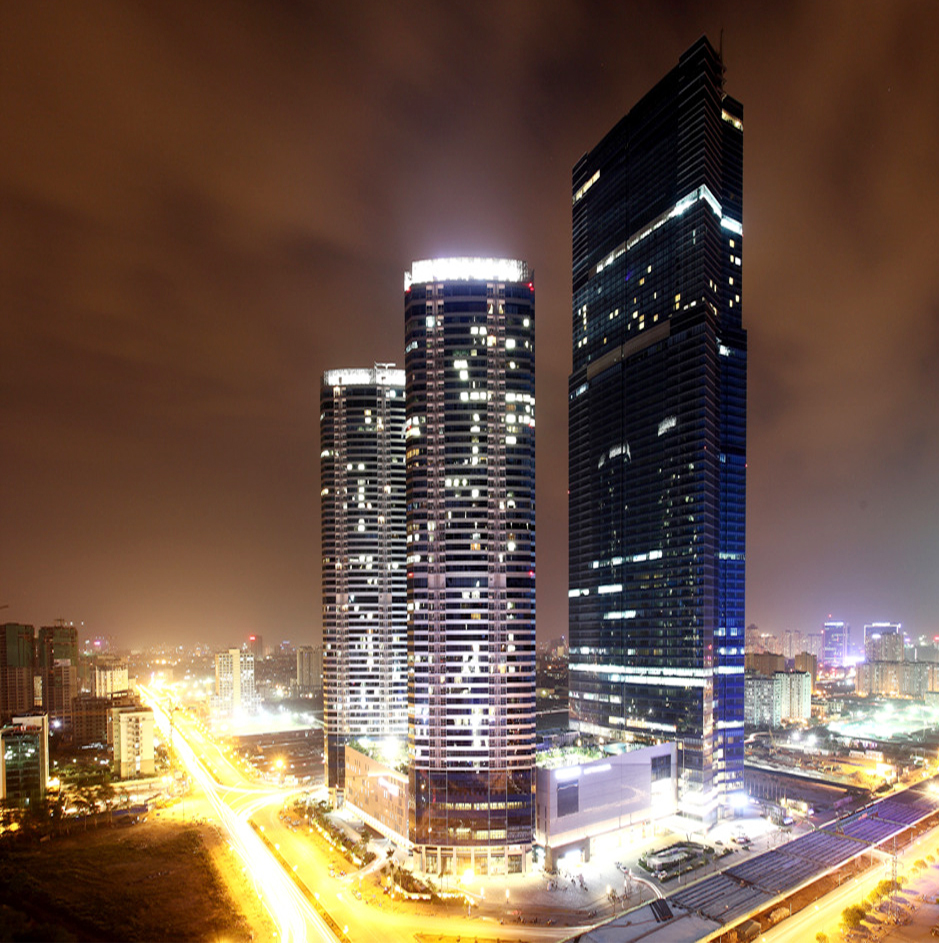

إن اقتصاد السوق ذي التوجه الاشتراكي ( الفيتنامي : Kinh tế thị trịng theo định hướng xã hội chủ nghĩa ) هو اللقب الرسمي الممنوح للنظام الاقتصادي الحالي في جمهورية فيتنام الاشتراكية. يوصف بأنه اقتصاد سوق متعدد القطاعات حيث يلعب القطاع الحكومي دورًا حاسمًا في توجيه التنمية الاقتصادية، مع الهدف النهائي الطويل الأجل المتمثل في تطوير الاشتراكية.
إن اقتصاد السوق ذي التوجه الاشتراكي هو نتاج للإصلاحات الاقتصادية التي أدت إلى استبدال الاقتصاد المخطط مركزيا باقتصاد مختلط قائم على السوق يعتمد على هيمنة الصناعة المملوكة للدولة. تم إجراء هذه الإصلاحات للسماح لفيتنام بالاندماج مع اقتصاد السوق العالمي. يتم استخدام مصطلح «المنحى الاشتراكي» لتسليط الضوء على حقيقة أن فيتنام لم تحقق بعد الاشتراكية وهي بصدد بناء الأساس لنظام اشتراكي في المستقبل. يشبه النموذج القتصادي اقتصاد السوق الاشتراكي المستخدم في جمهورية الصين الشعبية .

## الإصلاحات التي أدت إلى التأسيس
بدأ الإصلاحات الاقتصادية من قبل الحزب الشيوعي الفيتنامي في عام 1986 خلال المؤتمر الوطني السادس للحزب. أدخلت هذه الإصلاحات دورًا أكبر لقوى السوق لتنسيق النشاط الاقتصادي بين المؤسسات والهيئات الحكومية، وسمحت بالملكية الخاصة للمؤسسات الصغيرة وإنشاء بورصة للأوراق المالية لكل من المؤسسات الحكومية وغير الحكومية.
تهدف الإصلاحات الاقتصادية إلى إعادة هيكلة الاقتصاد الفيتنامي بعيداً عن التخطيط المركزي السوفيتي ونحو اقتصاد مختلط قائم على السوق يهدف إلى أن يكون مرحلة انتقالية في تنمية الاقتصاد الاشتراكي. الهدف من هذا النظام الاقتصادي هو تحسين القوى المنتجة للاقتصاد، وتطوير قاعدة تقنية المواد الأساسية من أجل أساس الاشتراكية، وتمكين فيتنام من الاندماج بشكل أفضل مع الاقتصاد العالمي.
في أوائل التسعينيات، قبلت فيتنام بعض النصائح التي قدمها البنك الدولي بشأن تحرير السوق، لكنها رفضت برامج التكيف الهيكلي وتمويل المساعدات المشروطة التي تتطلب خصخصة الشركات المملوكة للدولة.

## وصف
اقتصاد السوق ذي التوجه الاشتراكي هو اقتصاد سلعي متعدد القطاعات ينظمه السوق، ويتألف من مزيج من الملكية الخاصة والجماعية وحكومية لوسائل الإنتاج. ومع ذلك، فإن قطاع الدولة والمؤسسات المملوكة ملكية جماعية تشكل العمود الفقري للاقتصاد. إنه مشابه لاقتصاد السوق الاشتراكي الصيني في أن العديد من أشكال الملكية، بما في ذلك المؤسسات التعاونية / الجماعية، ونماذج الملكية الجماعية والخاصة والحكومية تتعايش في الاقتصاد، لكن قطاع الدولة يلعب دورًا حاسمًا.

### بالمقارنة مع النموذج الصيني
على عكس النموذج الصيني (يطلق عليه اقتصاد السوق الاشتراكي)، فإن النظام الفيتنامي يتميز بوضوح أكبر بأنه اقتصاد ينتقل إلى الاشتراكية وليس كشكل من أشكال الاشتراكية أو حتى اشتراكية السوق، مع اعتبار عملية بناء الاشتراكية طويلة عملية المدى الطويل. تمشيا مع النظرية الماركسية، من المفهوم أن الاشتراكية تظهر فقط بمجرد تطوير القوى الإنتاجية في فيتنام إلى درجة تصبح فيها الاشتراكية إمكانية تقنية. على هذا النحو، فإنه يشبه الموقف الصيني في المرحلة الأولية للاشتراكية .
يشترك اقتصاد السوق ذي المنحى الاشتراكي في فيتنام في العديد من الخصائص المشتركة مع اقتصاد السوق الاشتراكي الصيني في مؤسساته وسياساته، ويجمع بين الاقتصادات القائمة على السوق وهيمنة الشركات المملوكة للدولة، والتعايش بين القطاع الخاص النابض بالحياة، والنظام الحزب الواحد، ووجود خطط اقتصادية مدتها خمس سنوات. وقد أدى ذلك باقتصاديي التنمية إلى النظر في أن كلا البلدين يتقاسمان نفس النموذج الاقتصادي الأساسي.
تتضمن الاختلافات بين هذين النموذجين درجة أعلى من اللامركزية والاستقلالية للحكومات المحلية في فيتنام (كونها أعلى من غيرها في دول شرق آسيا التنموية)، مع زيادة إعادة توزيع الدخل بين المقاطعات مما أدى إلى انخفاض معامل جيني. يربط بعض المؤلفين هذا النموذج بنموذج شرق آسيا لرأسمالية الدولة، بينما يربطه آخرون بالاشتراكية السوقية. تشترك فيتنام مع غيرها من الدول التنموية في شرق آسيا، في دعم المؤسسات المتبادلة والسلطات العامة النشطة بقدرات قوية لتنفيذ الخطط الاقتصادية طويلة الأجل.

## اساس نظرى
يصر الحزب الشيوعي الفيتنامي على أن اقتصاد السوق ذي التوجه الاشتراكي يتوافق مع النظرة الماركسية الكلاسيكية للتنمية الاقتصادية والمادية التاريخية، حيث لا يمكن أن تظهر الاشتراكية إلا بعد أن تتطور الظروف المادية بشكل كافٍ لتمكين العلاقات الاشتراكية. يُنظر إلى نموذج السوق ذي التوجه الاشتراكي على أنه خطوة أساسية لتحقيق النمو والتحديث الاقتصاديين الضروريين مع التمكن من التعايش في اقتصاد السوق العالمي المعاصر والاستفادة من التجارة العالمية. أكد الحزب الشيوعي الفيتنامي من جديد التزامه بتطوير اقتصاد اشتراكي.
يتم الدفاع عن هذا النموذج الاقتصادي من منظور ماركسي، والذي ينص على أن الاقتصاد الاشتراكي المخطط لا يمكن أن ينشأ إلا بعد وضع أساس الاشتراكية أولاً من خلال إنشاء اقتصاد السوق واقتصاد تبادل السلع وأن الاشتراكية لن تظهر إلا بعد استنفاد هذه المرحلة الضرورة التاريخية وتحول نفسها تدريجيا إلى اشتراكية. يزعم مؤيدو هذا النموذج أن النظام الاقتصادي الاتحاد السوفيتي والكتلة الشرقية حاول الانتقال من الاقتصاد الطبيعي إلى الاقتصاد المخطط بموجب مرسوم دون المرور بمرحلة تطوير اقتصاد السوق الضرورية.
يميز مؤيدو اقتصاديات السوق الاشتراكية أنفسهم عن الاشتراكيين في السوق من وجهة نظر اشتراكية السوق بأن الأسواق هي سمة أساسية للاشتراكية وأن الأسواق هي الآلية الأكثر جدوى لاقتصاد اشتراكي.